# Fineasz i Ferb (ścieżka dźwiękowa)
Fineasz i Ferb – ścieżka dźwiękowa z serialu Disney Channel i Disney XD, Fineasz i Ferb, która ukazała się 22 września 2009 w Stanach Zjednoczonych. Album zawiera 26 utworów muzycznych z pierwszej serii serialu. Płyta obejmuje również dodatkową piosenkę F-Games, która jest dostępna jedynie online na stronie „Unlock More Rock”. w Polsce album nazywał się "Fineasz i Ferb: Ferbastyczne hity".

## Opis albumu
Album obejmuje 26 piosenek, śpiewanych najczęściej przez postaci z serialu. Zawiera również pełną wersję utworu Today Is Gonna Be a Great Day zespołu Bowling for Soup, będącą zarazem piosenką tytułową serialu. Utwór Gitchee Gitchee Goo śpiewany przez Vincenta Martellę (Fineasza) i Ashley Tisdale (Fretkę) znalazł się również na płycie Disney Channel Playlist, będącej składanką utworów wykorzystywanych przez Disney Channel Original Series oraz Disney Channel Original Movies. 
Początkowo premierę płyty planowano 10 lutego 2009, jednak przeniosiono ją na 4 sierpnia. 26 czerwca 2009 oficjalnie podano jako datę premiery 22 września 2009. 10 października 2009 album ukazał się w Wielkiej Brytanii. 14 maja 2013 roku album ukazał się w Polsce.
W Polsce został wydany jedynie album Fineasz i Ferb na podstawie wydanej w USA płyty Phineas and Ferb: Across the 1st & 2nd Demensions.

## Spis utworów
| N/o | Tytuł                                    | Śpiewana przez                     |  |
| --- | ---------------------------------------- | ---------------------------------- |  |
|     |                                          |                                    |  |
| 01  | Today Is Gonna Be a Great Day            | Bowling for Soup                   |  |
|     |                                          |                                    |  |
| 02  | Gitchee Gitchee Goo [wersja przedłużona] | Fineasz i Kawał Ferba              |  |
|     |                                          |                                    |  |
| 03  | Plaża                                    | Ferb Fletcher                      |  |
|     |                                          |                                    |  |
| 04  | Jesteś skończony                         | Fretka Flynn i Vanessa Dundersztyc |  |
|     |                                          |                                    |  |
| 05  | Pepe Pan Dziobak                         | Wersja oryginalna: Randy Crenshaw  |  |
|     |                                          |                                    |  |
| 06  | Wiewióry w gaciach                       | Raperzy                            |  |
|     |                                          |                                    |  |
| 07  | Ja, Lindana                              | Lindana Flynn-Fletcher             |  |
|     |                                          |                                    |  |
| 08  | Lubię mieć wroga                         | Luzacy                             |  |
|     |                                          |                                    |  |
| 09  | Kochany brat                             | Heinz Dundersztyc                  |  |
|     |                                          |                                    |  |
| 10  | Królowa mini golfa                       | Wokaliści                          |  |
|     |                                          |                                    |  |
| 11  | Ta żywa mumia i ja                       | Wokalista                          |  |
|     |                                          |                                    |  |
| 12  | Masz urodziny                            | Fretka Flynn                       |  |
|     |                                          |                                    |  |
| 13  | Gotuj się na Bettys                      | The Bettys                         |  |
|     |                                          |                                    |  |
| 14  | Wrogu mój                                | Wokalista                          |  |
|     |                                          |                                    |  |
| 15  | To jest kołek                            | Wokalista                          |  |
|     |                                          |                                    |  |
| 16  | Ciężarówka jej świat                     | Wokalista                          |  |
|     |                                          |                                    |  |
| 17  | Nic nierobienia dzień                    | Jeremiasz Johnson i Fretka Flynn   |  |
|     |                                          |                                    |  |
| 18  | Zimne dranie                             | Fretka Flynn                       |  |
|     |                                          |                                    |  |
| 19  | Boski jestem                             | Boski Bobby i Fineasz Flynn        |  |
|     |                                          |                                    |  |
| 20  | Młodsi bracia                            | Stefa Hirano                       |  |
|     |                                          |                                    |  |
| 21  | W kosmos polećmy                         | Wokalista                          |  |
|     |                                          |                                    |  |
| 22  | Królowa Marsjan                          | Fretka Flynn                       |  |
|     |                                          |                                    |  |
| 23  | Ja łańcuchy mam                          | Jarosław Boberek                   |  |
|     |                                          |                                    |  |
| 24  | Robo-taniec                              | Finedroidy i Ferboty               |  |
|     |                                          |                                    |  |
| 25  | Nie czuję rytmu                          | Sherman "Swampy" i Fineasz Flynn   |  |
|     |                                          |                                    |  |
| 26  | Sprawiłaś że piękniejszy jest świat      | Miłosie                            |  |